# كأس ملك إسبانيا 1957
كأس ملك إسبانيا 1957 (بالإسبانية: Copa del Generalísimo de fútbol 1957)‏ هو الموسم 53 من كأس ملك إسبانيا. أشرف على تنظيمه الاتحاد الملكي الإسباني لكرة القدم، وكان عدد الأندية المشاركة فيه 16، وفاز فيه نادي برشلونة.